# Lancier

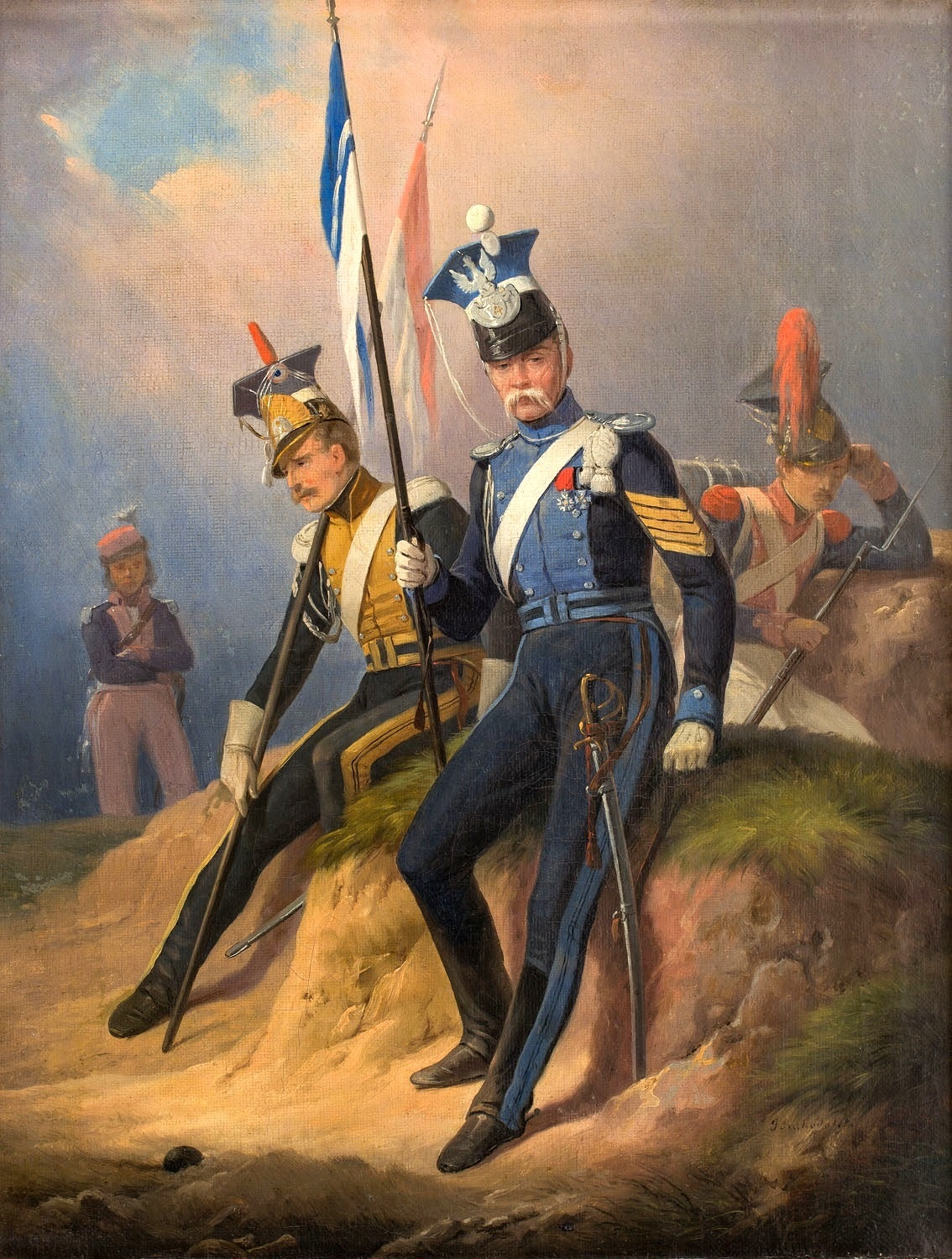
Les lanciers polonais 1807-1815, par Janvier Suchodolski.

Les lanciers sont une unité de cavalerie de ligne, combattant avec une lance de taille moyenne, similaire aux uhlans chez les slaves et les germaniques. Ils se différencient des piquiers qui combattent à pied.

## Histoire

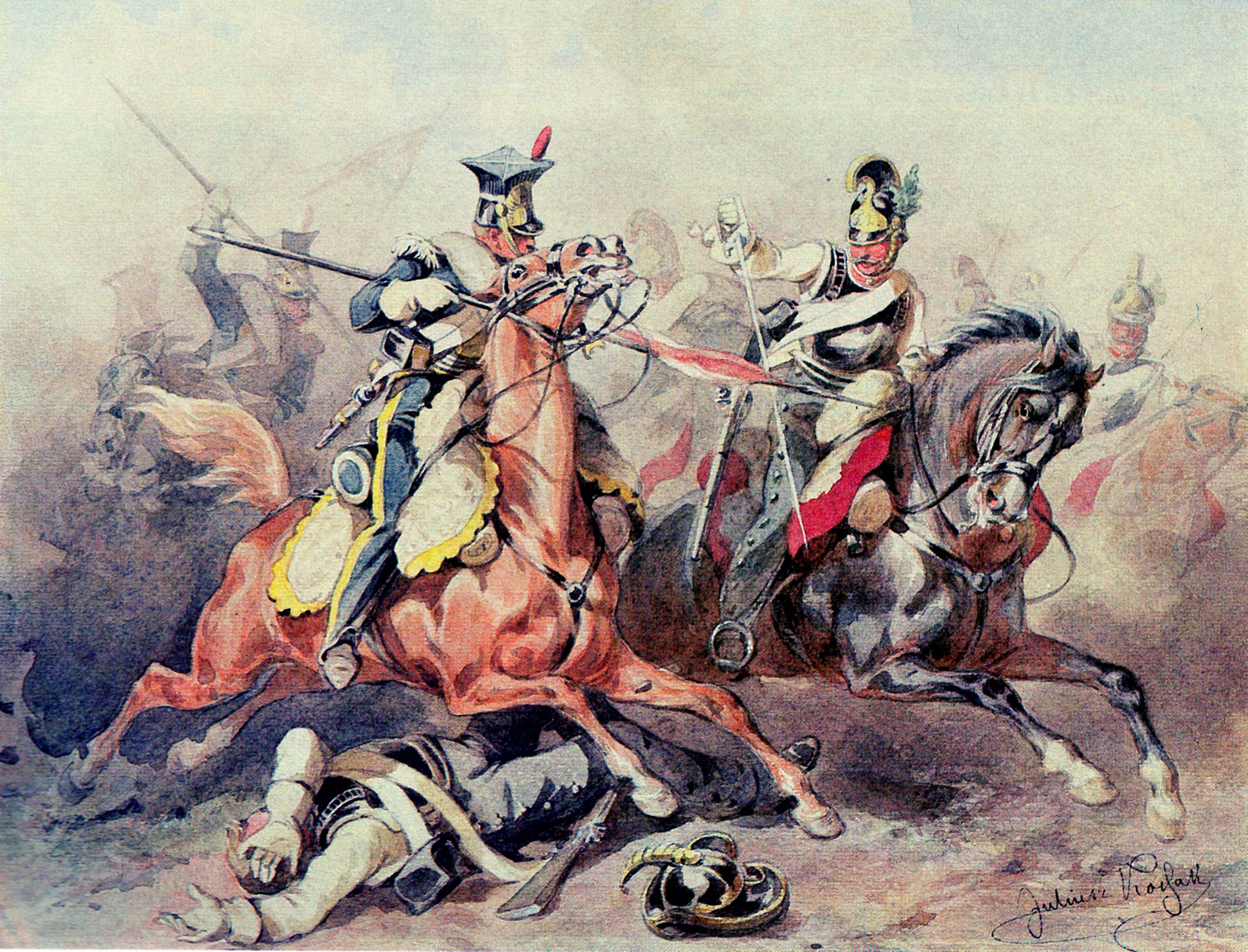
Lancier de la Vistule aux prises avec un cuirassier autrichien (peinture de Juliusz Kossak, 1855).

Même s'il y a toujours eu des cavaliers combattant armés d'une lance, les lanciers au sens moderne du terme sont originaires de Pologne, au XVIIIe siècle. Les lanciers polonais prouvèrent leur efficacité au service de la Grande Armée de Napoléon Ier, et à la fin des guerres de la Révolution française et de l'Empire, tous les États européens avaient leurs propres régiments de lanciers. 
L'un de leurs plus importants faits d'armes reste la bataille d'Albuera, où les lanciers polonais de la Vistule anéantirent une brigade anglaise.
En 1914, au commencement de la Première Guerre mondiale, les armées allemande, italienne, belge, portugaise, russe et britannique comprenaient toutes des régiments de lanciers. Dès la fin des années 1880, la cavalerie allemande généralisa l'emploi de la lance comme arme principale, aussi bien les hussards et les cuirassiers que les lanciers (appelés uhlans en Allemagne). Les lanciers britanniques n'eurent plus de lance de la fin de la seconde guerre des Boers (1902) à 1908, date à laquelle ces unités en furent à nouveau équipées, jusqu'en 1928. La France avait dissous ses régiments de lanciers en 1872 et confia, peu à peu, à partir de 1889, la lance aux autres subdivisions de sa cavalerie légère, dragons, chasseurs et hussards.
Au début de la Première Guerre mondiale, un débat féroce eut lieu pour savoir si l'arme de cavalerie la plus mortelle était le sabre ou la lance.
Quelques unités de cavalerie conservent aujourd'hui le nom de lanciers, même si ceux-ci se déplacent en véhicules blindés.

## Équipement
Les lanciers ont un uniforme typique, composé d'une veste à larges revers colorés formant plastron devant, une ceinture colorée, et un chapeau carré (la chapska) d'origine polonaise. Leurs lances sont habituellement ornées de petits pennons juste au-dessous du fer de lance 
Leur équivalent germanique sont les uhlans.

Différents types de lanciers
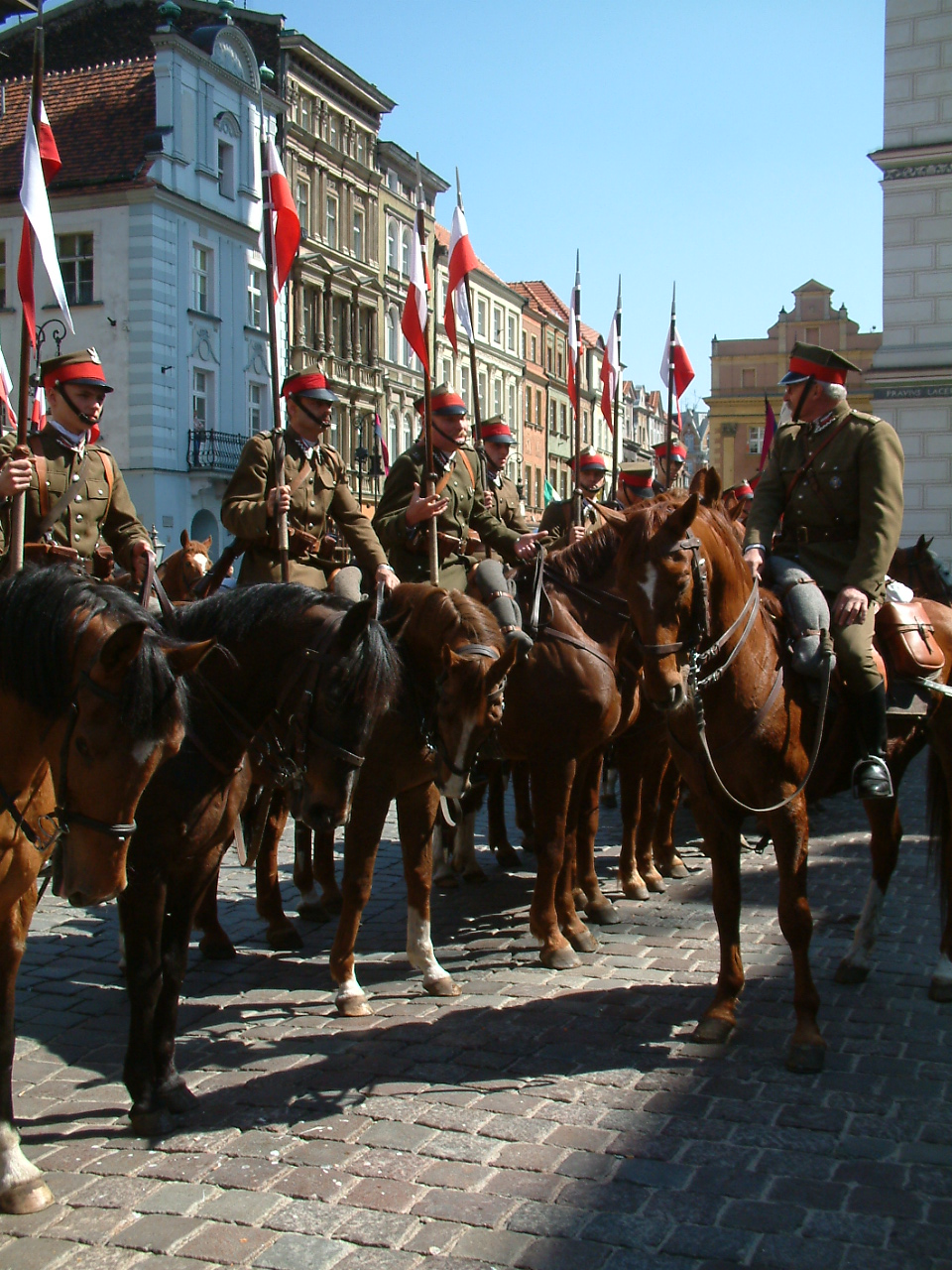
Pologne (2005) 15e Rgt.
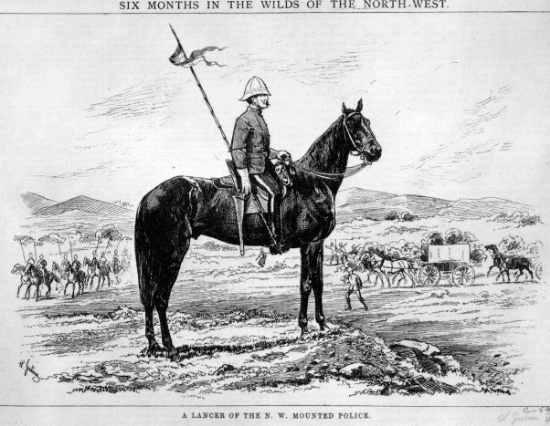
Canada (1875) Police montée des Territoires du Nord-Ouest
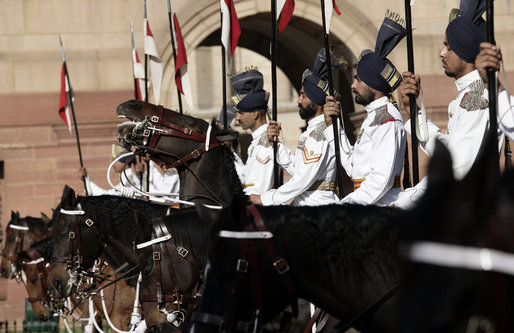
République Indienne (2008) Garde présidentielle à cheval
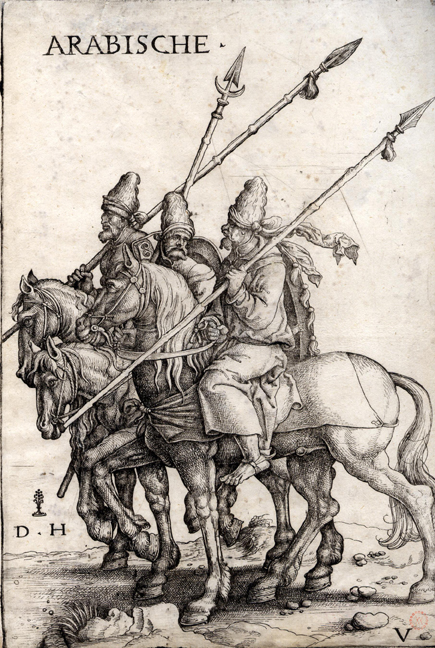
XVIe siècle, lanciers arabes, par Daniel Hopfer.

## Liste de régiments de lanciers

### Belgique
- Le 2e Régiment de Lanciers

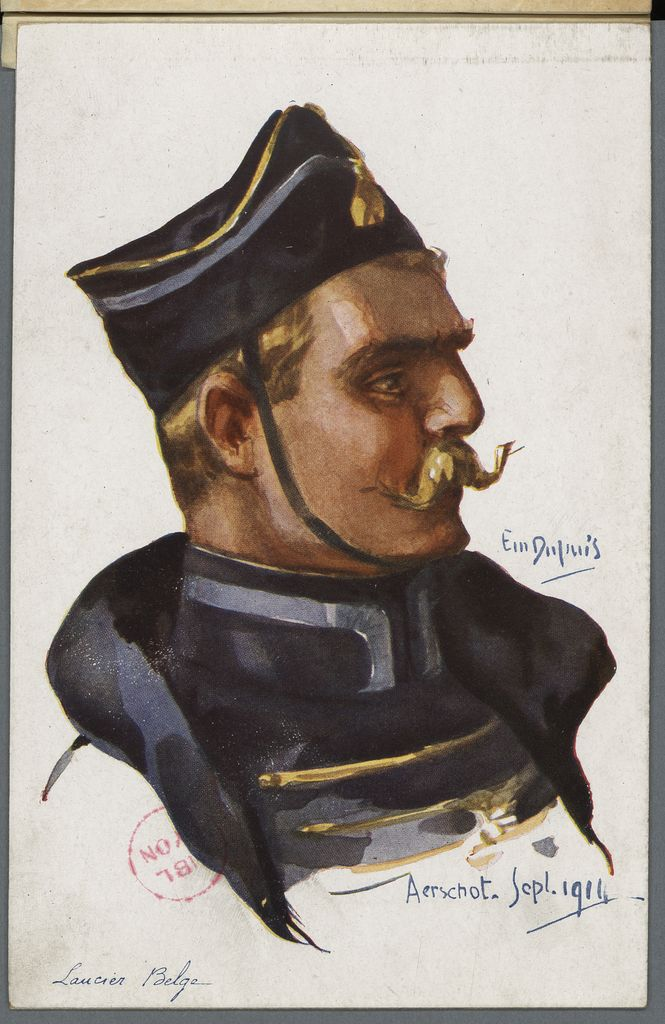
Profil de lancier belge en uniforme

- Le 1/3 Bataillon de Lanciers (site)
- Le 4e Régiment de Lanciers
- Le 5e Régiment de Lanciers
- L'"Escorte royale à cheval" est une unité de parade actuelle comprenant des lanciers.

### Royaume-Uni

#### En activité
- Le 9e/12e régiment royal de lanciers
- Le Régiment royal des lanciers de la reine

Les régiments de lanciers sont placés avec les hussards et les dragons dans l'ordre de la ligne de cavalerie, tous suivant les dragons de la Garde royale. Ils sont utilisés dans des missions de reconnaissance, et utilisent le blindé léger Scimitar.

### Portugal
- Le 2e régiment de lanciers

Les lanciers sont la police militaire de l'armée portugaise.

### Colombie
En Colombie, les Lanceros sont des commandos entraînés au combat et à la vie en milieu tropical et équatorial déployés dans la lutte contre les guérillas et les narcotraficants.